# هلسنهورن
هلسنهورن (به لاتین: Helsenhorn) یک کوه در سوئیس است که در کانتون وله واقع شده‌است. هلسنهورن ۳٬۲۷۲ متر بالاتر از سطح دریا واقع شده‌است.